# Blackout! 2
Blackout! 2 è il secondo album discografico in studio collaborativo degli artisti hip hop Method Man e Redman, pubblicato dalla Def Jam Recordings nel 2009.
Il primo album in duo dei due rapper è uscito nel 1999 ed è Blackout!.

## Tracce
1. BO2 (Intro) – 2:34 – Mathematics
2. I'm Dope ***** – 4:11 – Havoc
3. A-Yo (featuring Saukrates) – 3:44 – Pete Rock
4. Dangerous MCees – 2:34 – Erick Sermon
5. Errbody Scream (featuring Keith Murray) – 4:27 – Swiff D
6. Hey Zulu (featuring Poo Bear) – 3:12 – Rockwilder
7. City Lights (featuring Bun B) – 5:03 – Nasty Kutt
8. Father's Day – 2:57 – Ty Fyffe
9. Mrs. International (Skit) – 0:57 – Reggie Noble
10. Mrs. International (featuring Erick Sermon) – 3:39 – Buckwild
11. How Bout Dat (featuring Ready Roc & Streetlife) – 3:59 – Vinny Idol
12. Dis Iz 4 All My Smokers – 4:17 – DJ Scratch
13. Lock Down (Skit) – 1:15 – Reggie Noble
14. Four Minutes To Lock Down (featuring Raekwon & Ghostface Killah) – 3:22 – Bink!
15. Neva Herd Dis B 4 – 4:03 – Erick Sermon
16. I Know Sumptn (featuring Poo Bear) – 3:32 – King David
17. A Lil Bit – 4:11 – Rockwilder, Chris N Teeb